# Pilaxtla
Pilaxtla är en ort i Mexiko.   Den ligger i kommunen Matlapa och delstaten San Luis Potosí, i den sydöstra delen av landet, 210 km norr om huvudstaden Mexico City. Pilaxtla ligger 586 meter över havet och antalet invånare är 121.
Terrängen runt Pilaxtla är kuperad åt nordost, men åt sydväst är den bergig. Runt Pilaxtla är det tätbefolkat, med 476 invånare per kvadratkilometer. Närmaste större samhälle är Tamazunchale, 8,7 km sydost om Pilaxtla. I omgivningarna runt Pilaxtla växer i huvudsak städsegrön lövskog.